# Dyzoksja
Dyzoksja – niewłaściwe (zwykle obniżone) zużycie tlenu pomimo odpowiedniej dostępności i ciśnienia parcjalnego pO2